# Фридрих (князь Вальдек-Пирмонтский)
Фридрих Адольф Герман Вальдек-Пирмонтский (нем. Friedrich Adolf Hermann zu Waldeck und Pyrmont; 20 января 1865, Арользен — 26 мая 1946, Арользен) — член Вальдекского дома, последний правитель княжества Вальдек-Пирмонт в 1893—1918 годах, прусский генерал кавалерии (16 августа 1907). Сын князя Георга Виктора Вальдек-Пирмонтского и Елены Нассауской.

## Биография
Родился 20 января 1865 года в Арользене . Был шестым ребенком и единственным сыном в семье князя Георга Виктора Вальдек-Пирмонтского и его первой жены Елены Нассауской. В Арользене часто гостили родственники, в том числе, принцесса Алиса, графиня Атлонская, которая описала подробности пребывания в Вальдеке в своих мемуарах. Мать Фридриха занималась благотворительностью, однако в конце жизни приобрела инвалидность и почти не покидала кровать.
В 1899 году Арользен посетил кайзер Вильгельм II, для обсуждения установления памятника императору Вильгельму I в городе. В 1908 году в Пирмонте был основан краеведческий музей, а сам городок с 1914 года начал именоваться Бад-Пирмонт.
Фридрих изучал юриспруденцию в Гёттингенском и Лейпцигском университетах. В 1884 году стал членом студенческого братства «Корпус Бременсия». Участвовал в Первой мировой войне в звании генерала кавалерии. В 1918 году после распада Германской империи оказался единственным князем, не подписавшим отречение, за что социал-демократ и бургомистр Касселя Филипп Шейдеман назвал его Фридрихом Своенравным.
По соглашению с ландтагом Свободного государства Вальдек, Фридрих и его потомки получили в 1920 году право пользоваться резиденцией в Арользене и земельные угодья в арользенских лесах. Фридрих после утраты трона проживал в родовом замке, занимаясь сельским хозяйством. В его ведении оставался и замок Шаумбург к югу от Бальдуйнштайна.
Старший сын Фридриха — генерал войск СС и осуждённый нацистский преступник Йозиас Вальдек-Пирмонтский. В отличие от сыновей, Фридрих не разделял идеи нацизма и не был членом НСДАП.

## Семья
В 1895 году князь Фридрих женился на принцессе Батильде Шаумбург-Липпской, дочери принца Вильгельма Шаумбург-Липпского и принцессы Батильды Ангальт-Дессауской. В этом браке родились трое сыновей и одна дочь:
- Йозиас (13 мая 1896 — 30 ноября 1967), женат на Альтбурге Ольденбургской. Супруги имели 5 детей.
- Максимилиан (13 сентября 1898 — 23 февраля 1981), женат на графине Густаве фон Платен. Супруги имели 4 детей.
- Елена (22 декабря 1899 — 18 февраля 1948), замужем на наследным герцогом Николаем Ольденбургским. Супруги имели 9 детей.
- Георг Вильгельм (10 марта 1902 — 14 ноября 1971), женат на графине Ингеборге фон Платен. Супруги имели 7 детей.